# Piet Norval
Pieter «Piet» Norval (Ciutat del Cap, 7 d'abril de 1970) és un exjugador professional de tennis sud-africà especialitzat en la modalitat de dobles.
En el seu palmarès consten catorze títols de dobles masculins en el circuit ATP, però la seva fita més destacada és la medalla d'argent en els Jocs Olímpics de Barcelona 1992 en la modalitat de dobles junt al seu compatriota Wayne Ferreira. Va arribar al setzè lloc del rànquing mundial de dobles l'any 1995, mentre que individualment es va quedar en el lloc 125è (1989).
Després de la seva retirada va fundar una acadèmia de tennis a Hartbeespoort (Sud-àfrica).

## Torneig de Grand Slam

### Dobles mixts: 1 (1−0)
| Resultat  | Núm. | Any  | Torneig       | Parella            | Oponents                  | Marcador      |
| --------- | ---- | ---- | ------------- | ------------------ | ------------------------- | ------------- |
| Guanyador | 1.   | 1999 | Roland Garros | Katarina Srebotnik | Larisa Neiland Rick Leach | 6−3, 3−6, 6−3 |

## Jocs Olímpics

### Dobles masculins
| Any  | Campionat                           | Parella        | Oponents                   | Resultat                 |
| ---- | ----------------------------------- | -------------- | -------------------------- | ------------------------ |
| 1992 | Jocs Olímpics, Barcelona, Catalunya | Wayne Ferreira | Boris Becker Michael Stich | 6−7(5), 6−4, 6−7(5), 3−6 |

## Palmarès

### Dobles masculins: 35 (14−21)
| Llegenda (pre/post 2009)                                 |
| -------------------------------------------------------- |
| Grand Slams (0−0)                                        |
| Jocs Olímpics Argent (1)                                 |
| Tennis Masters Cup / ATP Finals (0−0)                    |
| ATP Masters Series / ATP World Tour Masters 1000 (2−2)   |
| ATP International Series Gold / ATP World Tour 500 (1−4) |
| ATP International Series / ATP World Tour 250 (8−12)     |

| Títols per superfície |
| --------------------- |
| Dura (3−5)            |
| Gespa (1−1)           |
| Terra batuda (5−9)    |
| Moqueta (2−4)         |

| Resultat  | Núm. | Data                   | Torneig                              | Superfície   | Parella            | Oponents                            | Marcador                 |
| --------- | ---- | ---------------------- | ------------------------------------ | ------------ | ------------------ | ----------------------------------- | ------------------------ |
| Guanyador | 1.   | 28 de març de 1991     | Miami, Estats Units                  | Dura         | Wayne Ferreira     | Ken Flach Robert Seguso             | 5−7, 7−6, 6−2            |
| Finalista | 1.   | 30 de març de 1992     | Johannesburg, Sud-àfrica             | Dura         | Wayne Ferreira     | Pieter Aldrich Danie Visser         | 4−6, 4−6                 |
| Finalista | 2.   | 3 d'agost de 1992      | Jocs Olímpics, Barcelona, Espanya    | Terra batuda | Wayne Ferreira     | Boris Becker Michael Stich          | 6−7(5), 6−4, 6−7(5), 3−6 |
| Guanyador | 2.   | 15 de març de 1993     | Casablanca, Marroc                   | Terra batuda | Mike Bauer         | Ģirts Dzelde Goran Prpić            | 7−5, 7−6                 |
| Finalista | 3.   | 5 de juliol de 1993    | Gstaad, Suïssa                       | Terra batuda | Hendrik Jan Davids | Cédric Pioline Marc Rosset          | 3−6, 6−3, 6−7            |
| Finalista | 4.   | 19 de juliol de 1993   | Stuttgart, Alemanya                  | Terra batuda | Gary Muller        | Tom Nijssen Cyril Suk               | 6−7, 3−6                 |
| Guanyador | 3.   | 11 d'octubre de 1993   | Bolzano, Itàlia                      | Moqueta      | Hendrik Jan Davids | David Adams Andrei Olhovskiy        | 6−3, 6−2                 |
| Finalista | 5.   | 7 de febrer de 1994    | Milà, Itàlia                         | Moqueta      | Hendrik Jan Davids | Tom Nijssen Cyril Suk               | 6−7, 3−6                 |
| Finalista | 6.   | 11 d'abril de 1994     | Niça, França                         | Terra batuda | Hendrik Jan Davids | Javier Sánchez Mark Woodforde       | 5−7, 3−6                 |
| Guanyador | 4.   | 2 de maig de 1994      | Hamburg, Alemanya                    | Terra batuda | Scott Melville     | Henrik Holm Anders Järryd           | 6−3, 6−4                 |
| Guanyador | 5.   | 18 de juliol de 1994   | Stuttgart                            | Terra batuda | Scott Melville     | Jacco Eltingh Paul Haarhuis         | 7−6, 7−5                 |
| Finalista | 7.   | 10 d'octubre de 1994   | Ostrava, Txèquia                     | Moqueta      | Gary Muller        | Martin Damm Karel Nováček           | 4−6, 6−1, 3−6            |
| Finalista | 8.   | 6 de març de 1995      | Indian Wells, Estats Units           | Dura         | Gary Muller        | Tommy Ho Brett Steven               | 4−6, 6−7                 |
| Finalista | 9.   | 25 de setembre de 1995 | Palerm, Itàlia                       | Terra batuda | Hendrik Jan Davids | Àlex Corretja Fabrice Santoro       | 7−6, 4−6, 3−6            |
| Finalista | 10.  | 15 d'abril de 1996     | Barcelona, Espanya                   | Terra batuda | Neil Broad         | Luis Lobo Javier Sánchez            | 1−6, 3−6                 |
| Finalista | 11.  | 17 de juny de 1996     | Nottingham, Regne Unit               | Gespa        | Neil Broad         | Mark Petchey Danny Sapsford         | 7−6, 6−7, 4−6            |
| Guanyador | 6.   | 8 de juliol de 1996    | Newport, Estats Units                | Gespa        | Marius Barnard     | Paul Kilderry Michael Tebbutt       | 6−7, 6−4, 6−4            |
| Guanyador | 7.   | 29 de juliol de 1996   | Los Angeles, Estats Units            | Dura         | Marius Barnard     | Jonas Björkman Nicklas Kulti        | 7−5, 6−2                 |
| Finalista | 12.  | 30 de setembre de 1996 | Lió, França                          | Moqueta      | Neil Broad         | Jim Grabb Richey Reneberg           | 2−6, 1−6                 |
| Finalista | 13.  | 5 de maig de 1997      | Hamburg (2)                          | Terra batuda | Neil Broad         | Luis Lobo Javier Sánchez            | 3−6, 6−7                 |
| Finalista | 14.  | 2 de març de 1998      | Rotterdam, Països Baixos             | Moqueta      | Neil Broad         | Jacco Eltingh Paul Haarhuis         | 6−7, 3−6                 |
| Finalista | 15.  | 6 de juliol de 1998    | Båstad, Suècia                       | Terra batuda | Lan Bale           | Magnus Gustafsson Magnus Larsson    | 4−6, 2−6                 |
| Guanyador | 8.   | 27 de juliol de 1998   | Umag, Croàcia                        | Terra batuda | Neil Broad         | Jiří Novák David Rikl               | 6−1, 3−6, 6−3            |
| Finalista | 16.  | 5 d'octubre de 1998    | Basilea, Suïssa                      | Dura (i)     | Kevin Ullyett      | Olivier Delaître Fabrice Santoro    | 3−6, 6−7                 |
| Finalista | 17.  | 4 de gener de 1999     | Doha, Qatar                          | Dura         | Kevin Ullyett      | Alex O'Brien Jared Palmer           | 3−6, 4−6                 |
| Finalista | 18.  | 11 d'octubre de 1999   | Viena, Àustria                       | Dura (i)     | Kevin Ullyett      | David Prinosil Sandon Stolle        | 3−6, 4−6                 |
| Guanyador | 9.   | 18 d'octubre de 1999   | Lió                                  | Moqueta      | Kevin Ullyett      | Wayne Ferreira Sandon Stolle        | 4−6, 7−6, 7−6            |
| Guanyador | 10.  | 8 de novembre de 1999  | Estocolm, Suècia                     | Dura (i)     | Kevin Ullyett      | Jan-Michael Gambill Scott Humphries | 7−5, 6−3                 |
| Finalista | 19.  | 26 de febrer de 2000   | Santiago, Xile                       | Terra batuda | Lan Bale           | Gustavo Kuerten Antonio Prieto      | 2−6, 4−6                 |
| Guanyador | 11.  | 10 d'abril de 2000     | Estoril, Portugal                    | Terra batuda | Donald Johnson     | David Adams Joshua Eagle            | 6−4, 7−5                 |
| Guanyador | 12.  | 19 de juny de 2000     | Nottingham                           | Gespa        | Donald Johnson     | Wayne Ferreira Rick Leach           | 1−6, 6−4, 6−3            |
| Finalista | 20.  | 16 d'octubre de 2000   | Tolosa, França                       | Dura (i)     | Donald Johnson     | Julien Boutter Fabrice Santoro      | 6−7, 6−4, 6−7            |
| Guanyador | 13.  | 23 d'octubre de 2000   | Basilea, Suïssa                      | Moqueta      | Donald Johnson     | Roger Federer Dominik Hrbatý        | 7−6, 4−6, 7−6            |
| Finalista | 21.  | 30 d'octubre de 2000   | Stuttgart (2)                        | Dura (i)     | Donald Johnson     | Jiří Novák David Rikl               | 6−3, 3−6, 4−6            |
| Guanyador | 14.  | 27 de novembre de 2000 | Tennis Masters Cup, Bangalore, Índia | Dura         | Donald Johnson     | Mahesh Bhupathi Leander Paes        | 7−6, 6−3, 6−4            |

### Dobles mixts: 1 (1−0)
| Resultat  | Núm. | Data               | Torneig               | Superfície   | Parella            | Oponents                  | Marcador      |
| --------- | ---- | ------------------ | --------------------- | ------------ | ------------------ | ------------------------- | ------------- |
| Guanyador | 1.   | 24 de maig de 1999 | Roland Garros, França | Terra batuda | Katarina Srebotnik | Larisa Neiland Rick Leach | 6−3, 3−6, 6−3 |

## Trajectòria

### Dobles masculins
| Open d'Austràlia | A           | A           | A           | 2R | 3R          | 3R          | 1R          | 2R | QF          | 1R          | 2R          | 2R | 1R   | 0 / 10    | 9 – 10    |
| Roland Garros | A           | A           | 1R          | 3R | QF          | 1R          | 1R          | 1R | 2R          | 1R          | 3R          | 3R | A    | 0 / 10    | 9 – 10    |
| Wimbledon | A           | 3R          | SF          | 1R | 3R          | 1R          | 3R          | 1R | QF          | 3R          | 3R          | 2R | A    | 0 / 11    | 18 – 11   |
| US Open | A           | 3R          | 2R          | 3R | 2R          | 1R          | 1R          | 1R | 1R          | QF          | 1R          | 1R | A    | 0 / 11    | 9 – 10    |
| Jocs Olímpics | No celebrat | No celebrat | No celebrat | 2n | No celebrat | No celebrat | No celebrat | A  | No celebrat | No celebrat | No celebrat | A  | NC   | 0 / 1     | 4 – 1     |
| Rànquing a final d'any | 503         | 89          | 19          | 39 | 36          | 18          | 43          | 37 | 28          | 29          | 25          | 23 | 1292 | 329 – 300 | 329 – 300 |
| Llegenda: G: Guanyador; F: Finalista; SF: Semifinalista; QF: Quarts de final; Q: Qualificació; A: Absent; RR: Round Robin; NC: No celebrat |             |             |             |    |             |             |             |    |             |             |             |    |      |           |           |

### Dobles mixts
| Open d'Austràlia | A | 2R | 2R | 1R | A  | A | 0 / 3 | 2 – 3 |
| Roland Garros | A | A  | QF | 2R | G  | A | 1 / 3 | 8 – 2 |
| Wimbledon | A | 1R | 1R | 1R | 3R | A | 0 / 4 | 2 – 4 |
| US Open | A | A  | 2R | A  | 1R | A | 0 / 2 | 1 – 2 |
| Llegenda: G: Guanyador; F: Finalista; SF: Semifinalista; QF: Quarts de final; Q: Qualificació; A: Absent; RR: Round Robin; NC: No celebrat |   |    |    |    |    |   |       |       |